# Bertel Pedersøn
Bertel Pedersøn, degn eller präst på Fyn under första hälften av 1600-talet. Psalmförfattare representerad i danska Psalmebog for Kirke og Hjem.